# James W. Horne
James Wesley Horne (San Francisco, 14 de dezembro de 1881 — Los Angeles, 29 de junho de 1942) foi um diretor, roteirista e ator de cinema estadunidense. Sua carreira teve início em 1913, como ator para a Kalem Company, sob a direção de Sidney Olcott, e após alguns anos dirigiu seu primeiro filme para a companhia. Dirigiu cerca de 214 filmes, atuou em 18, escreveu o roteiro de 46 e foi o produtor de 1 filme, Stingaree.

## Era muda
Iniciando como ator, seu primeiro filmes foi The Cheyenne Massacre, em 1913. Durante a era do cinema mudo, Horne especializou-se em cenas para filmes e seriados. Trabalhou inicialmente para a Kalem Company, a partir de 1915, e seu primeiro filme foi The Girl Detective, em 1915, ficando na Kalem até 1917. The Social Pirates, em 1916, para a Kalem Company, foi o primeiro seriado que dirigiu. Antes dirigira (e também produzira) outra série, Stingaree, em 1915, porém eram doze episódios com histórias independentes, e não pode ser considerado, classicamente, um seriado.  
Devido ao seu trabalho em The Cruise of the Jasper B, Buster Keaton o contratou para dirigir sua comédia de 1927, College. De lá, Horne se mudou para o estúdio de Hal Roach, onde trabalhou com Roach dirigindo Laurel and Hardy, Charley Chase e Our Gang. 
Juntou-se ao Hal Roach Studios em 1928, dirigindo no ano seguinte o filme mudo com Laurel and Hardy, Big Business, que é considerado um clássico e foi um dos primeiros 100 filmes selecionados pela National Film Registry para a Library of Congress. Em 1931, incapaz de encontrar um ator apropriado para interpretar um chefe árabe em Beau Hunks, ao lado de Laurel e Hardy, fez ele próprio o personagem. Deixou a Hal Roach em 1932, retornando em 1935, dirigindo em 1937 outro clássico, Way Out West.
Horne também exibido uma aptidão para dirigir as versões de Roach em línguas estrangeiras. Deixou o Hal Roach Studios em 1932, durante uma recessão econômica que eliminou muitos postos de trabalho, e foi contratado pela Universal Pictures, onde, nos próximos anos, dirigiu algumas comédias obscuras e alguns seriados. Na Universal, dirigiu os seriados Bull's Eye, em 1917, e The Midnight Man, em 1919. Quando a Universal suspendeu a produção, Horne trabalhou brevemente na Columbia Pictures e voltou para Hal Roach Studios em 1935.

## Seriados

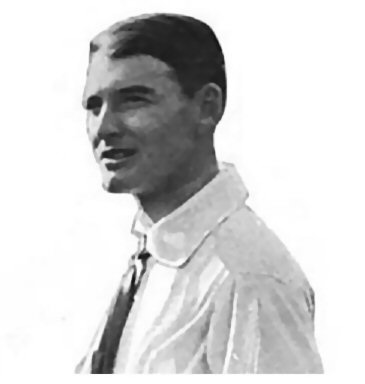
James W. Horne
Photoplay Magazine (Dez., 1915)

Em 1937, a Columbia Pictures, observando a popularidade crescente dos seriados, decidiu investir neles. No início, a Columbia simplesmente pegou as produções independentes da “Adventure Serials”, dos Weiss Brothers, mas em 1938, a Columbia resolveu produzir seriados com seus próprios atores, técnicos e instalações. Especialista em seriados, Horne co-dirigiu (com Ray Taylor) o primeiro seriado da Columbia, The Spider's Web, estrelando Warren Hull, e que foi o seriado mais popular de 1938, superando os bem-recebidos Buck Rogers e  Dick Tracy Returns por uma larga margem, de acordo com um registro publicado na The Motion Picture Herald.
O sucesso do seriado consolidou a posição de Horne no estilo serial, e dirigiu cliffhangers exclusivamente (sem assistência) para o resto de sua vida. Essa segurança de emprego parece ter incitado Horne a saciar o seu senso de humor, porque a maioria de seus seriados na Columbia são “irônicos”. Horne levava seus atores a desempenhar seus papéis para os três primeiros capítulos – estes seriam os episódios de amostra usados para vender o seriado para expositores. Em seguida, a partir do capítulo 4, Horne desviava do caminho melodramático, incentivando seus atores à encenações ridículas (o herói, por exemplo, iria lutar simultaneamente com seis bandidos e vencer). Horne manteve a ação séria o suficiente para satisfazer os fãs de ação e, na verdade, muitos dos seus perigos cliffhanging são eficazmente encenados. Mas o tom geral dos seriados de Horne é a narração urgente e a ação (a série de TV dos anos 1960, Batman, copiou o estilo de Horne). The Green Archer, que Horne co-escreveu e dirigiu, é provavelmente o mais irônico dos seus seriados.
O último seriado, na Columbia Pictures, foi Perils of the Royal Mounted, lançado em maio de 1942, um mês antes de seu falecimento.

## Morte
James W. Horne morreu em 29 de junho de 1942, de um Acidente vascular cerebral, e foi sepultado no Forest Lawn Memorial Park Cemetery em Glendale, Califórnia.
Em 1955, foi lançado como série de televisão “The Little Rascals”, um pacote de curta-metragens da série “Our Gang”, entre eles When the Wind Blows, de 1930, dirigido por James W. Horne. Um dos atores, Jackie Cooper, casou com a filha de Horne, June Horne, em 1944.

## História familiar
Com a atriz Cleo Ridgely, com quem casou em 1916, teve dois filhos gêmeos, June Horne e James Wesley Horne Jr., também atores (nascidos em 28 de março de 1917). June faleceu em 1993 e James Jr. em 2009..
James é sobrinho da atriz Georgia Woodthorpe , e tio do diretor George Stevens e do cameraman Jack Stevens.

## Filmografia

### Diretor
| - 1913 : The Substituted Jewel - 1915 : The Girl Detective - 1915 : The Affair of the Deserted House - 1915 : The Apartment House Mystery - 1915 : The Disappearance of Harry Warrington - 1915 : The Mystery of the Tea Dansant - 1915 : Old Isaacson's Diamonds - 1915 : Jared Fairfax's Millions - 1915 : Following a Clue - 1915 : The Trap Door - 1915 : The Diamond Broker - 1915 : The Writing on the Wall - 1915 : The Social Pirates - 1915 : The Thumb Prints on the Safe - 1915 : The Voice from the Taxi - 1915 : Mike Donegal's Escape - 1915 : The Tattooed Hand - 1915 : The Clairvoyant Swindlers - 1915 : Scotty Weed's Alibi - 1915 : The Closed Door - 1915 : The Figure in Black - 1915 : The Vivisectionist - 1915 : The Accomplice - 1915 : The Frame-Up - 1915 : The Strangler's Cord - 1915 : Mysteries of the Grand Hotel - 1915 : The Disappearing Necklace - 1915 : The Secret Code - 1915 : The Riddle of the Rings - 1915 : The Barnstormers - 1915 : A Double Identity - 1915 : The False Clue - 1915 : When Thieves Fall Out - 1915 : Under Oath - 1915 : The Wolf's Prey - 1915 : The Man on Watch - 1915 : The Man in Irons - 1915 : The Dream Seekers - 1915 : The Pitfall - 1915 : Stingaree - 1916 : The Corsican Sisters - 1916 : The Girl from Frisco - 1916 : The Fighting Heiress - 1916 : The Turquoise Mine Conspiracy - 1916 : The Oil Field Plot - 1916 : Tigers Unchained - 1916 : The Ore Plunderers - 1916 : The Treasure of Cibola - 1916 : The Gun Runners - 1916 : A Battle in the Dark - 1916 : The Web of Guilt - 1916 : The Reformation of Dog Hole - 1916 : The Yellow Hand - 1916 : The Harvest of Gold - 1916 : The Son of Cain - 1916 : The Witch of the Dark House - 1916 : The Mystery of the Brass Bound Chest - 1916 : The Fight for Paradise Valley - 1916 : Border Wolves - 1916 : The Poisoned Dart - 1916 : The Stain of Chuckawalla - 1916 : On the Brink of War - 1917 : The American Girl - 1917 : The Black Rider of Tasajara - 1917 : The Pot o' Gold - 1917 : Sagebrush Law - 1917 : Bull's Eye - 1918 : Hands Up! - 1919 : The Midnight Man - 1920 : The Third Eye - 1920 : Occasionally Yours - 1921 : The Bronze Bell - 1922 : Dangerous Pastime - 1922 : Don't Doubt Your Wife - 1922 : The Forgotten Law - 1922 : The Hottentot - 1923 : Can a Woman Love Twice? - 1923 : The Sunshine Trail - 1923 : A Man of Action - 1923 : Itching Palms - 1923 : Blow Your Own Horn - 1924 : Hail the Hero - 1924 : Alimony - 1924 : The Yankee Consul - 1924 : In Fast Company - 1924 : American Manners - 1924 : Stepping Lively - 1924 : Laughing at Danger - 1925 : Youth and Adventure - 1925 : Whose Baby Are You? - 1925 : Thundering Landlords - 1925 : Daddy Goes a Grunting - 1925 : Madame Sans Jane - 1925 : There Goes the Bride - 1925 : Somewhere in Somewhere - 1925 : Laughing Ladies - 1926 : Wife Tamers - 1926 : Scared Stiff | - 1926 : Don Key (Son of Burro) - 1926 : Kosher Kitty Kelly - 1926 : The Cruise of the Jasper B - 1927 : College, com Buster Keaton - 1928 : Black Butterflies - 1928 : The Big Hop - 1929 : Going Ga-ga - 1929 : Off to Buffalo - 1929 : Thin Twins - 1929 : Bign Business - 1930 : El Príncipe del dólar - 1930 : Garde la bombe - 1930 : Chercheuses d'or - 1930 : Una Cana al aire - 1930 : Whispering Whoopee - 1930 : When the Wind Blows - 1930 : Fifty Million Husbands - 1930 : The King - 1930 : Fast Work - 1930 : Girl Shock - 1930 : Locuras de amor - 1930 : Dollar Dizzy - 1930 : Looser Than Loose - 1930 : High C's - 1931 : Be Big! - 1931 : Thundering Tenors - 1931 : Chickens Come Home - 1931 : El Alma de la fiesta - 1931 : Laughing Gravy - 1931 : Los Calaveras - 1931 : Politiquerías - 1931 : Our Wife - 1931 : Come Clean - 1931 : One Good Turn - 1931 : Beau Hunks - 1932 : The Tabasco Kid - 1932 : Love Pains - 1932 : Any Old Port! - 1932 : Red Noses - 1932 : Union Wages - 1932 : Yoo-Hoo - 1932 : Hesitating Love - 1932 : Lights Out - 1932 : Oh! My Operation - 1933 : Hunting Trouble - 1933 : The Trail of Vince Barnett - 1933 : Alias the Professor - 1933 : Pick Me Up - 1933 : Mister Mugg - 1933 : A Quiet Night - 1933 : His First Case - 1933 : Gleason's New Deal - 1933 : Warren Doane's Brevities - 1933 : Open Sesame - 1933 : Out of Gas - 1933 : Pie for Two - 1933 : Meeting Mazie - 1934 : Palsie Walsie - 1934 : A Trifle Backward - 1934 : Where's Elmer? - 1934 : Full Coverage - 1934 : Heartburn - 1934 : Born April First - 1934 : Ceiling Whacks - 1934 : Beau Bashful - 1934 : Good Time Henry - 1934 : Just We Two - 1934 : Pleasing Grandpa - 1934 : Financial Jitters - 1934 : Picnic Perils - 1934 : Perfectly Mismated - 1934 : Sterling's Rival Romeo - 1934 : Henry's Social Splash - 1935 : His Old Flame - 1935 : Father Knowws Best - 1935 : I'm a Father - 1935 : Old Age Pension - 1935 : Thicker Than Water - 1935 : There Ain't No Justice - 1935 : Bonnie Scotland - 1935 : Hot Money - 1936 : The Bohemian Girl - 1937 : Way Out West - 1937 : All Over Town - 1938 : The Spider's Web - 1939 : Flying G-Men - 1940 : The Shadow - 1940 : Terry and the Pirates - 1940 : Deadwood Dick - 1940 : The Green Archer - 1941 : White Eagle - 1941 : The Spider Returns - 1941 : The Iron Claw - 1941 : Holt of the Secret Service - 1942 : Captain Midnight - 1942 : Perils of the Royal Mounted |

### Roteirista
| - 1931 : Beau Hunks - 1915 : Stingaree - 1932 : Who, Me? - 1932 : Hesitating Love - 1933 : Family Troubles - 1933 : Rock-a-Bye Cowboy - 1933 : Hunting Trouble - 1933 : Should Crooners Marry - 1933 : The Trail of Vince Barnett - 1933 : Alias the Professor - 1933 : Pick Me Up - 1933 : Mister Mugg - 1933 : A Quiet Night - 1933 : His First Case - 1933 : Gleason's New Deal - 1933 : Warren Doane's Brevities - 1933 : Stung Again - 1933 : Open Sesame - 1933 : Not the Marrying Kind | - 1933 : Pie for Two - 1934 : Palsie Walsie - 1934 : A Trifle Backward - 1934 : Full Coverage - 1934 : Heartburn - 1934 : Born April First - 1934 : Ceiling Whacks - 1934 : Beau Bashful - 1934 : Good Time Henry - 1934 : Pleasing Grandpa - 1934 : Financial Jitters - 1934 : Sterling's Rival Romeo - 1934 : Henry's Social Splash - 1935 : Father Knows Best - 1935 : There Ain't No Justice - 1935 : Bonnie Scotland - 1937 : Way Out West - 1938 : Home on the Rage - 1940 : The Green Archer |

### Ator
- 1913 : Perils of the Sea
- 1913 : The Cheyenne Massacre
- 1913 : The Poet and the Soldier
- 1913 : On the Brink of Ruin
- 1913 : The Invaders
- 1914 : The Imp Abroad
- 1914 : The Invisible Power: Pianista
- 1914 : The Smugglers of Lone Isle
- 1915 : The Girl Detective : (Episódio #1)
- 1915 : The Affair of the Deserted House: Blaney
- 1915 : The False Clue
- 1915 : The Pitfall
- 1915 : Stingaree: Oswald
- 1931 : Beau Hunks: Chefe Riff Raff

### Produtor
- 1915 : Stingaree